# Armintomys
Armintomys é um gênero de roedores extintos que viveu na metade do período Eoceno na América do Norte, relacionados à jerboas e ratos saltitantes. É o único gênero da família Armintomyidae.